# Antti Linnovaara
Antti Tapani Linnovaara, född 11 april 1960 i Borgå, är en finländsk målare och grafiker. Han är son till bildkonstnär Juhani Linnovaara.
Linnovaara var 1980–1982 privatelev vid Finlands konstakademis skola och ställde ut första gången 1983. Han har blivit känd för sitt måleri, som balanserat mellan det abstrakta och figurativa; till detta hör bland annat hans stora, mörkstämda, mytiska landskapsmålningar i akrylfärger. I mitten av 1980-talet målade han också stora gouacher på papper. Omkring 2003 fick hans akrylmålningar ett nytt uttryck och mindre format; hans konst är i regel abstrakt och expressiv, men baserar sig på egna upplevelser, såsom i hans serier av reseminnen och anteckningar i tavlor av mindre format. Färger och kompositioner ger vid sidan av upplevelsen associationer i olika riktningar. Han utförde 1986–1991 scenografin till Reijo Kelas dansuppvisningar. Han har verkat som teckningslärare bland annat vid Borgå medborgarinstitut och varit aktiv inom konstlivet i sin hemstad.